# Constanze Weber

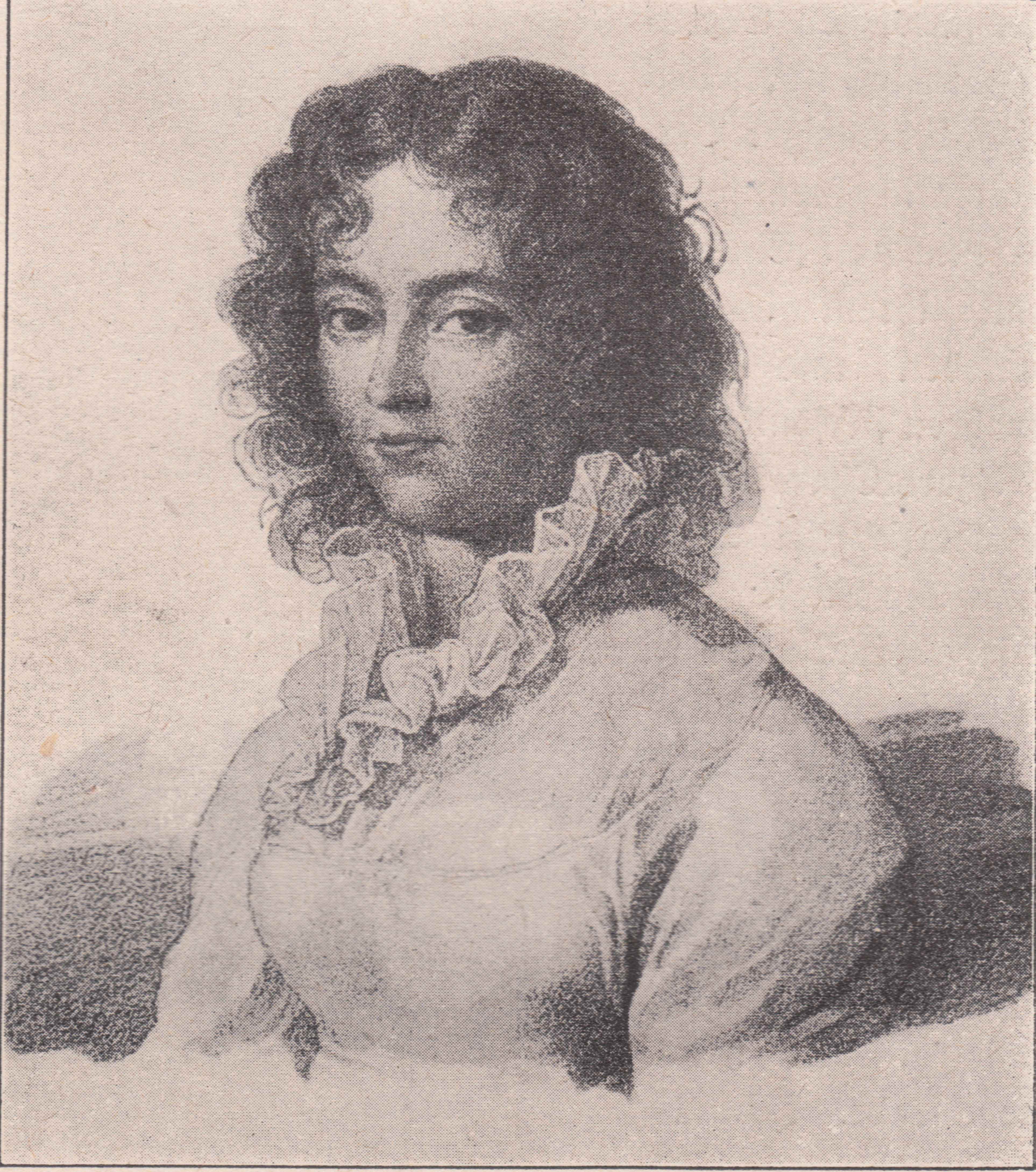
Joseph Lange szénrajzán, 1783

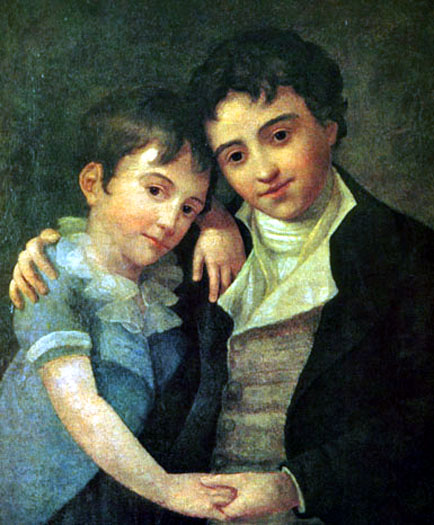
Fiai: Carl Thomas és Franz Xaver Mozart

Constanze Mozart, majd Constanze von Nissen (sz. Maria Constanze Caecilia Josepha Johanna Aloisia Weber; Zell im Wiesental, 1762. január 5. – Salzburg, 1842. március 6.) osztrák szoprán és férje, Wolfgang Amadeus Mozart műveinek örököse, Carl Maria von Weber másod-unokatestvére, akivel apai nagyapjuk volt közös. Két nővére közül az idősebb, Josepha Weber énekelte először az Éj királynője szerepét sógora, Wolfgang A varázsfuvola című operájában. Ifjabbik nővére, Aloysia Weber szintén operaénekesnő volt.

## Élete
Constanze volt a harmadik Franz Fridolin Weber és Maria Cäcilia Cordula Stamm négy lánya közül. A család 1764 júliusától Mannheimben élt, ahol az apa nagybőgős és kottamásoló volt a színházban, a második legidősebb nővére, Aloisia pedig koloratúrszoprán. Mozart és Constanze Weber ott találkoztak 1777-ben, amikor a lány 15, míg az ifjú zseni 21 éves volt. Ám Mozart először nővérébe, Aloisiába szeretett bele. 1781-ben Mozart ismét találkozott a Weber családdal, akik azóta Bécsbe költöztek. Aloisia időközben férjhez ment Joseph Langéhoz. Bécsben Mozart egy ideig Weberéknél lakott, de „az emberek pletykája miatt” el kellett onnan költöznie.
1782. augusztus 4-én a háromszori kihirdetés alóli felmentéssel házasodtak össze. Mozart levelei alapján boldog házasság volt. Megadta neki a kompozícióihoz szükséges ihletet. Számos művet írt nejének, köztük a c-moll nagymise szopránszólamát, amelyet a salzburgi Szent Péter-templomban tartott ősbemutatón kellett volna elénekelnie. Elkísérte férjét legtöbb hangversenykörútjára.
Mozarttal kötött házassága nyolc éve alatt Constanze hatszor volt várandós, ami fizikailag annyira kimerítette, hogy többször is ágyba kényszerült. A gyerekek: Raimund Leopold (1783), Carl Thomas (1784–1858), Johann Leopold (1786), Theresia (1787), Anna (1789) és Franz Xaver Wolfgang (1791–1844). közül négy csecsemőként halt meg. A gyakori költözés és a pénzhiány is megterhelte a szervezetét.

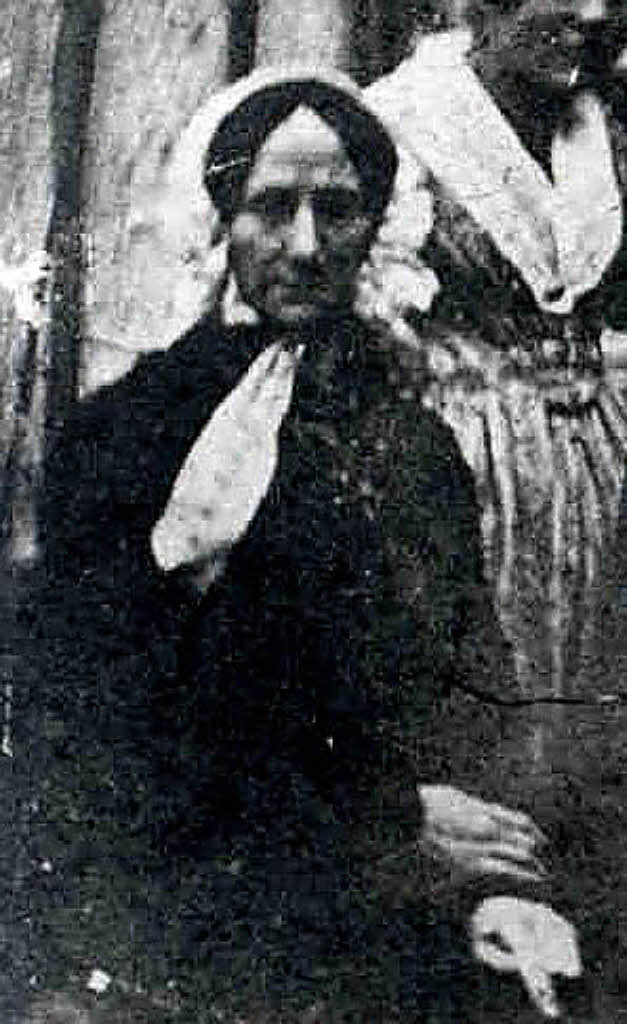
Constanze feltételezett fényképe, 78 évesen, 1840-ből

Mozart 1791-es halála után Constanze egyedül maradt két gyermekével és férje adósságaival. Önmaga és gyermekei eltartása végett 1795/96-ban nővérével, Aloisiával több jótékonysági hangversenyt és koncertkörutat szervezett Mozart műveivel. 1795. május 23-án a Wiener Zeitungban hirdetést adott fel „egy Opera Seria im Clavier című, Mozarttól fennmaradt zongorakivonat” eladására. Jelentkezni a bécsi Artaria & Co. zeneműboltnál vagy az „alulírott özvegynél” lehetett, aki a Krugerstrassén, az 1047-es kék házszám alatt, a 2. emeleten lakik. A gyerekeket barátai, Josepha és Franz Xaver Showers Vila Bertramka birtokára vitte Prágába. Mozart megmaradt kéziratait nem adta el azonnal, hanem csak 1799/1800 fordulóján a németországi Offenbach am Mainban működő Johann Anton André zenei kiadónak. Tíz évvel később, 1809-ben Constanze feleségül ment Georg Nikolaus Nissen dán követségi titkár-diplomatához Pozsonyban, akivel 1810-ben Koppenhágába költözött. A pár 1820 és 1824 között Németországon átutazott, majd 1824 augusztusában Salzburgba költözött. Itt kezdett el férjével együtt dolgozni az egyik első életrajzon W. A. Mozart életéről. Nissen 1826-ban meghalt. Constanze 1828-ban publikálta az életrajzot. 

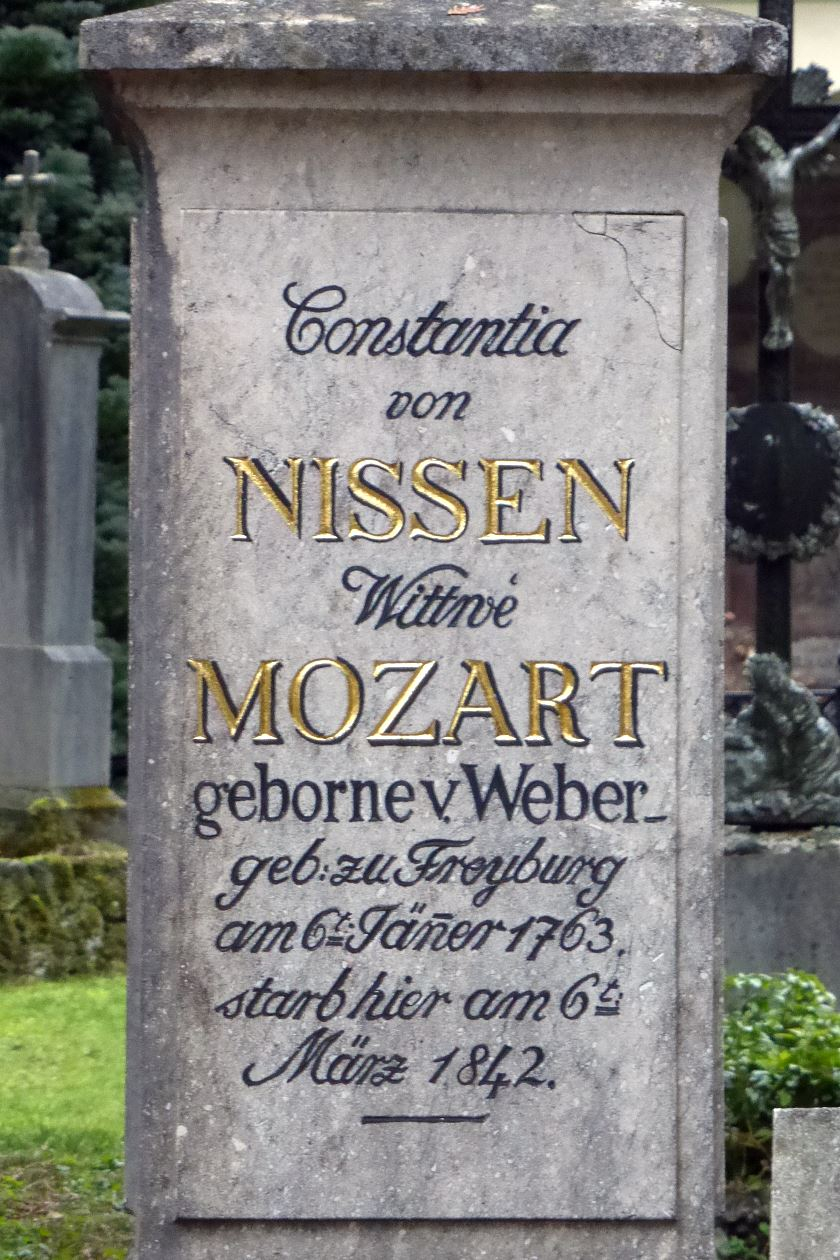
Sírja a salzburgi Szent Sebestyén-temetőben

1826-ban özvegy húga, Sophie hozzáköltözött, és haláláig vigyázott rá. 1842. március 8-án Constanze földi maradványait a Nissen/Mozart család sírjába temették a salzburgi Szent Sebestyén-temetőben. Apósa, Leopold Mozart nem ebben a sírban van eltemetve, hanem a Szent Sebestyén-közösség kriptájában.
2005-ben Altöttingben találtak egy feltehetően 1840-ből származó dagerrotípiát, amelyen állítólag a 78 éves Constanze a zeneszerző Max Keller családjával együtt van ábrázolva. A hitelesség megkérdőjeleződött, mert a dagerrotípiát csak egy évvel korábban találták fel, és ebből az időből más szabadtéri csoportképek nem maradtak fenn (Carl Ferdinand Stelzner fotója a Hamburgi Művészek Egyesületéről 1843-ból származik). A Bajor Állami Bűnügyi Rendőrség vizsgálata viszont arra a következtetésre jutott, hogy az idős hölgy arcán számos vonás megtalálható Constanze korábbi portréin is. A fotót valószínűleg Karl Klemens della Croce burghauseni művész, Johann Nepomuk della Croce unokája készítette.

## Emlékezete
2006-ban a Vereinigte Bühnen Wien bemutatta Felix Mitterer Die Weberischen című „zenés komédiáját”, amely Constanze Mozart és családja történetét meséli el.
Heidi Knoblich 2006-ban jelentette meg Constanze Mozart született Weber életrajzi regényét. Az ő kezdeményezésére a W. Kordes Söhne növénynemesítési vállalkozásából származó új floribunda rózsa a Constanze Mozart nevet kapta 2012. július 13-án Bettina Bernadotte grófnőtől. Július 29-én Constanze szülőházának, Zellnek a városi parkjában ünnepélyesen felavatták a Constanze Mozart-felirattal beültetett virágágyást.

## Fordítás
- Ez a szócikk részben vagy egészben  a   Constanze Mozart című német Wikipédia-szócikk ezen változatának fordításán alapul.  Az eredeti cikk szerkesztőit annak laptörténete sorolja fel. Ez a jelzés csupán a megfogalmazás eredetét és a szerzői jogokat jelzi, nem szolgál a cikkben szereplő információk forrásmegjelöléseként.